# ニトリモール宮崎
ニトリモール宮崎（ニトリモールみやざき、NITORIMALL MIYAZAKI）とは、宮崎県宮崎市源藤町に所在する大型ショッピングセンター（ショッピングモール）。ニトリが運営するショッピングセンターであり、「ニトリモール」の3号店である。

## 概要
東大阪・相模原に続くニトリモールであり、九州初進出となった。モール初のオープンモール形式でもある。元々この地は宮崎車体工業跡地で、ニトリが2012年4月27日よりイオンモール宮崎から移転して営業を続けていた。今回は隣接していた宮崎交通源藤車庫（2014年8月閉鎖し、宮崎市富吉へ移転）を再開発し、2015年4月23日にオープンした。中核店舗はニトリ宮崎店と宮崎市初出店となるスポーツデポ、GOLF 5。準核店舗は県内初となる大型店となるユニクロ（宮崎清武店が移転）とGU。また、AOKIとくら寿司とアカチャンホンポが宮崎県に初進出するほか、サンマルクカフェが宮崎市に再進出した。

## 主なテナント

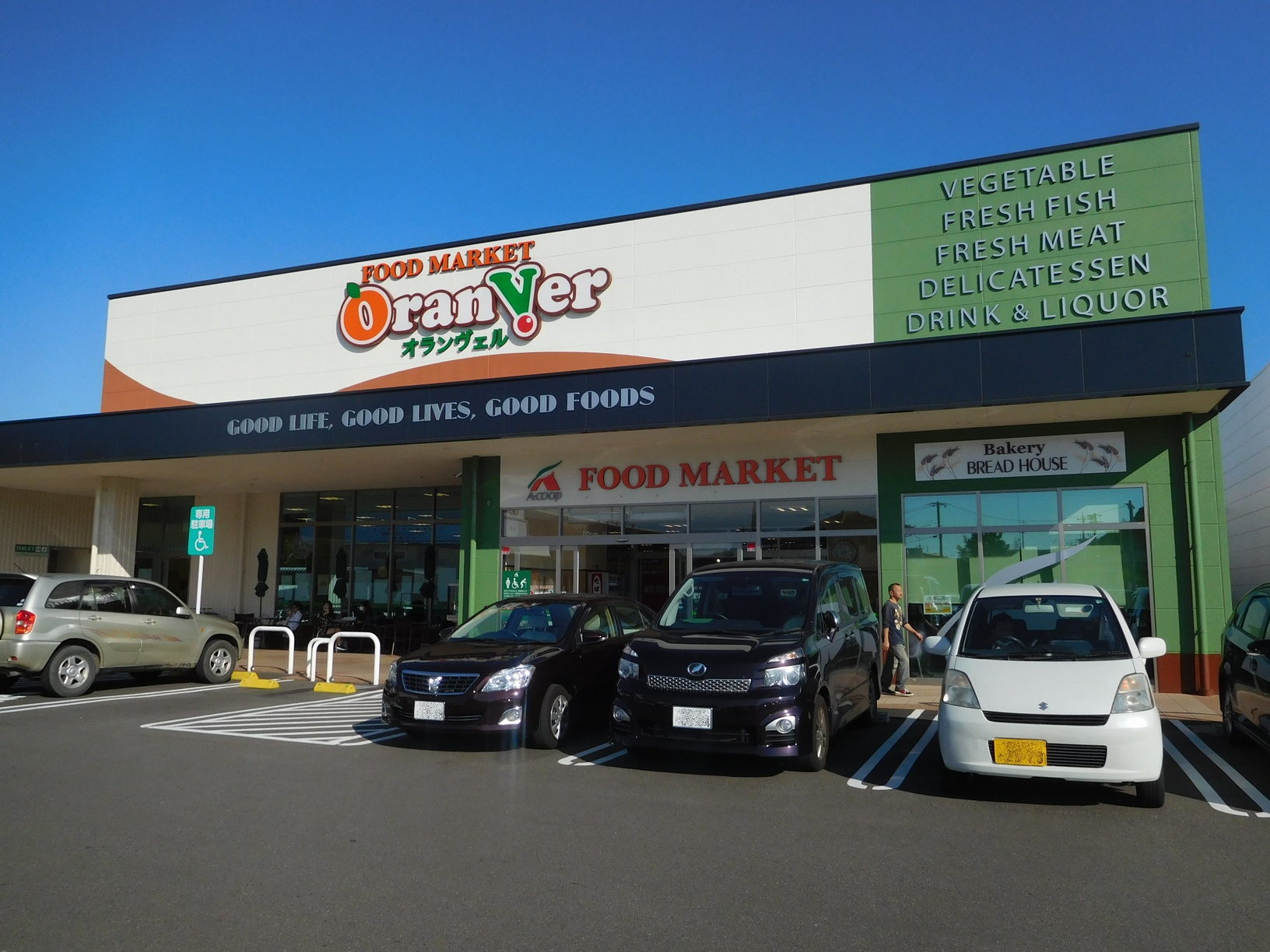
オランヴェル（スーパーマーケット・エーコープみやざき運営、現在は閉店）

テナント全店の詳細は、公式サイト「ショップ一覧」を参照。
かつてのテナント
- エーコープ オランヴェル
- Right-on